# Metalia
Metalia is een geslacht van zee-egels uit de familie Brissidae.

## Soorten
- Metalia angustus de Ridder, 1984
- Metalia cartagensis Sánchez Roig, 1949 †
- Metalia dicrana H.L. Clark, 1917
- Metalia dubia Arnold & H.L. Clark, 1934 †
- Metalia jamaicensis Arnold & H.L. Clark, 1934 †
- Metalia kermadecensis Baker & Rowe, 1990
- Metalia latissima H.L. Clark, 1925
- Metalia nobilis Verrill, 1867
- Metalia palmeri Sánchez Roig, 1953 †
- Metalia pelagica Nisiyama, 1968 †
- Metalia persica (Mortensen, 1940)
- Metalia robillardi (de Loriol, 1876)
- Metalia spatagus (Linnaeus, 1758)
- Metalia sternalis (Lamarck, 1816)
- Metalia townsendi (Bell, 1904)
- Metalia waylandi Stockley, 1927 †